# Iassus pseudocerris
Iassus pseudocerris är en insektsart som beskrevs av Abdul-nour 1998. Iassus pseudocerris ingår i släktet Iassus och familjen dvärgstritar. Inga underarter finns listade i Catalogue of Life.